# Hao Deqing
Hao Deqing (chiń. 郝德青; ur. 1906, zm. 1993) – chiński dyplomata.
Ambasador Chińskiej Republiki Ludowej w czterech krajach. Od listopada 1954 do kwietnia 1964 pełnił funkcję ambasadora w Węgierskiej Republice Ludowej. W sierpniu 1961 został ambasadorem w Koreańskiej Republice Ludowo-Demokratycznej i pełnił urząd do listopada 1965 roku. Następnie od lutego 1971 do sierpnia 1972 był ambasadorem w Królestwie Norwegii, oraz od listopada 1972 do października 1974 w Królestwie Niderlandów.